# Johann Michael Rummer
Johann Michael Rummer (* 5. Mai 1747 in Handschuhsheim; † 2. März 1821) war deutscher Kunsthandwerker, der in der Werkstatt von David Roentgen in Neuwied Marketerie und Intarsienarbeiten für verschiedene europäische Herrscherhöfe fertigte.

## Leben

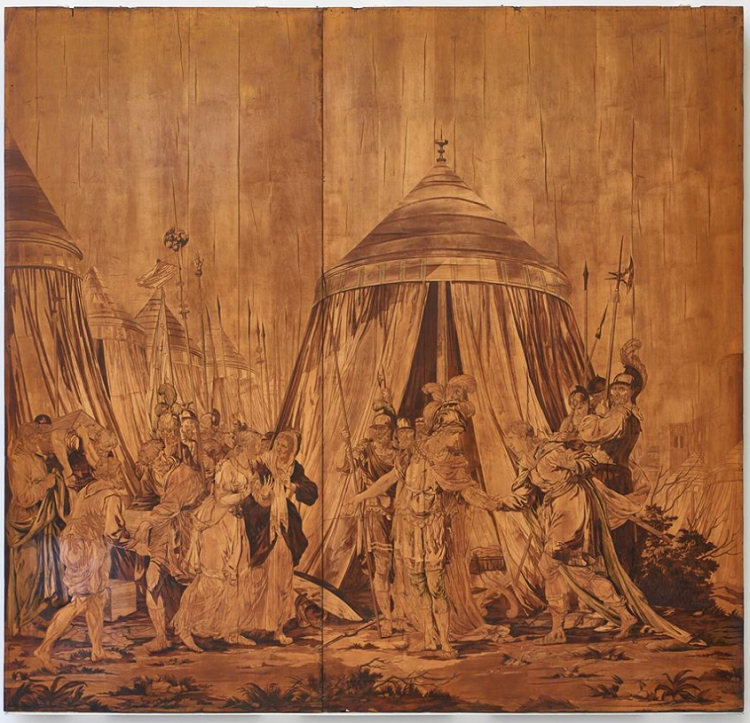
Marketerietafel aus der Neuwieder Manufaktur von Abraham und David Roentgen für den Audienzsaal Prinz Karl Alexander von Lothringen in Brüssel, heute in Wien MAK Inv. Nr. H 268/1871. Dargestellt ist „Die Großmut des Scipio“ (1779)

Den Umgang mit Holz erlernte Rummer wohl früh auf dem elterlichen Bauernhof. Der Heidelberger Kirchenrat Mieg erkannte seine Begabung und ermöglichte ihm eine Ausbildung beim Tischler- und Kabinettmachermeister Abraham Roentgen, wo er für sechs Jahre lernte und mit der Intarsienkunst vertraut wurde. Er reiste nach England, um bei einem Kabinettmacher namens Gem zu festigen und kehrte für ein Jahr nach Neuwied zurück. Der Fürst Poninsky ermöglichte ihm nach Warschau zu kommen, wo er für ein Jahr verblieb. Er schuf zu jener Zeit kostbare Möbel für Fürstenfamilien und arbeitete für den Kabinettmacher und Ebenisten Nieman[n].

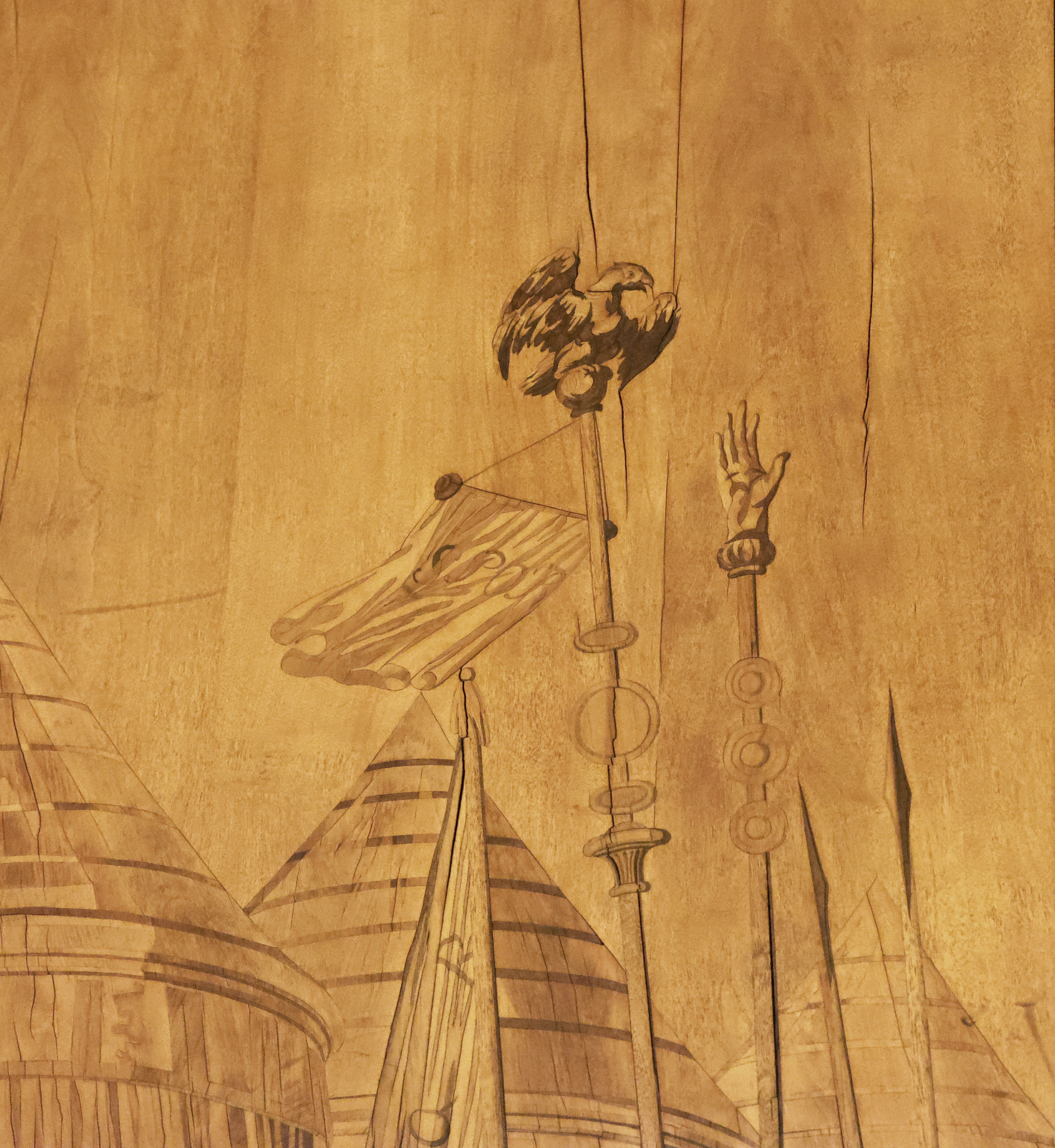
Motiv eines Handschuhs als versteckte Signatur des aus Handschuhsheim stammenden Johann Michael Rummer

1776 oder 1777 kehrte er nach Handschuhsheim zurück, von wo aus ihn David Roentgen, der Sohn seines Lehrmeisters, in seine Werkstatt nach Neuwied rief, dessen Hauptmitarbeiter er wurde. Möbel aus dieser Werkstatt wurden unter anderem an Goethe, an den Hof Ludwigs XVI. in Versailles und den russischen Zarenhof geliefert. Er war an der Fertigung eines Kabinettschrankes für Marie-Antoinette beteiligt. Im Auftrag von Erzherzog Karl von Lothringen schufen Rummer und Roentgen 1779 die nach dem Entwurf von Januarius Zick große Holztafeln als Wandverkleidungen für sein Palais in Brüssel. Diese Marketerietafeln gelten als größte Einlegearbeit der Welt und werden heute im Museum für angewandte Kunst (Wien) verwahrt. 1786 ließ sich Rummer in Schwetzingen nieder. Seine Werkstatt führte einer seiner Söhne fort. Rummers Werkzeichen war ein Handschuh als Symbol für seinen Heimatort. Dieses findet sich auch auf beiden Wiener Marketerietafeln an unauffälliger Stelle.
In Handschuhsheim ist der Rummer-Weg nach ihm benannt.